# Districtul Mansourah
Mansourah este un district din provincia Tlemcen, Algeria.